# Aeroporto Internacional de La Chinita
O Aeroporto Internacional de La Chinita (IATA: MAR, ICAO: SVMC) é um aeroporto localizado em Maracaibo, na Venezuela.
O aeroporto foi inaugurado em 16 de novembro de 1969, durante o governo do presidente Rafael Caldera para abrir uma porta para a parte ocidental do país e aliviar o congestionamento do Aeroporto Internacional Simón Bolívar perto de Caracas, que administra cerca de 90% dos voos internacionais na Venezuela .

## Linhas Aéreas e Destinos
| Companhias                  | Cidades | Aliança       |
| --------------------------- | --- | ------------- |
| Aeropostal 2 destinos       | Doméstico (1): Caracas Internacional (1): Cidade do Panamá                                                     | N/A           |
| Aserca Airlines 4 destinos  | Domésticos (4): Barcelona / Caracas / Ciudad Guayana / Valência                                                | N/A           |
| Avior Airlines 3 destinos   | Internacionais (3): Cidade do Panamá / Oranjestad / Willemstad                                                 | N/A           |
| Conviasa 2 destinos         | Domésticos (2): Caracas / Porlamar                                                                             | N/A           |
| LASER Airlines 2 destinos   | Doméstico (1): Caracas Internacional (1): Oranjestad                                                           | N/A           |
| Venezolana 3 destinos       | Domésticos (3): Caracas / Maturín / Porlamar Internacionais (3): Cidade do Panamá / Oranjestad / Santo Domingo | N/A           |
| American Airlines 1 destino | Internacional (1): Miami                                                                                       | Oneworld      |
| Aruba Airlines 1 destino    | Internacional (1): Oranjestad                                                                                  | N/A           |
| Copa Airlines 1 destino     | Internacional (1): Cidade do Panamá                                                                            | Star Alliance |
| Insel Air 1 destino         | Internacional (1): Willemstad                                                                                  | N/A           |
| Insel Air Aruba 1 destino   | Internacional (1): Oranjestad                                                                                  | N/A           |